# Strong Kirchheimer
Strong Kirchheimer (* 26. April 1995 in Highland Park, Illinois) ist ein US-amerikanischer Tennisspieler.

## Karriere
Kirchheimer spielte nur drei Matches auf der ITF Junior Tour. Nach der Schule entschied er sich 2013 für ein Studium an der Northwestern University, wo er auch College Tennis spielte und bis zu seinem Abschluss 2017 eine Einzelbilanz von 107:35 und eine Doppelbilanz von 72:37 vorwies.
Mitte 2017 stieg er ins Profitennis ein, obwohl er auch vorher schon einige Turniere gespielt hatte und erste Punkte für die Weltrangliste gesammelt hatte. In diesem Jahr erreichte er auf der drittklassigen ITF Future Tour das erste Mal ein Halbfinale und schloss das Jahr in den Top 1000 ab. 2018 verlor er die ersten drei Endspiele, die er bei Futures erreichte, verbesserte sich in der Rangliste aber bis Rang 505. Das Jahr 2019 verlief ähnlich: zwei Future-Finals verlor er. Dafür gewann er auf der höherdotierten ATP Challenger Tour erste Matches. 2020 gewann Kirchheimer in seinem sechsten Finale seinen ersten Titel – ohne einen Satz zu verlieren. Beim Challenger in Columbus besiegte er mit Peter Polansky erstmals einen Spieler der Top 200 und zog auch das erste Mal in die dritte Runde eines Challengers ein, was ihn das Jahr das erste Mal in den Top 500 beenden ließ.
Die Jahre 2021 und 2022 verliefen ähnlich wie zuvor. Bei Futures kam er oft in die letzten Runden, gewann aber keine Titel, während er bei Challengers nicht über die zweite Runde hinauskam. 2023 zog er in sein zehntes Future-Endspiel ein, von denen er nur eines 2020 gewinnen konnte. Glück hatte er im August 2023 beim Turnier der ATP Tour in Winston-Salem. Er verlor in der Qualifikation gegen Darian King, rückte aber als Lucky Loser ins Hauptfeld nach, wo er auch noch von einem Freilos profitierte, ehe er gegen Dominik Koepfer verlor. Sein Ranking verbesserte er durch stetige Qualifikationen zu Challengers weiter auf Platz 379. Im Doppel gewann Kirchheimer zwischen 2019 und 2021 vier Titel, die ihn zwischenzeitlich auf Rang 491 führten.